# Ždrijelo
Ždrijelo (lat. pharynx) cjevasti je organ u vratu sisavaca koji se nalazi neposredno iza usta i nosne šupljine i iznad grkljana, dušnika i jednjaka. Povezuje nosnu i usnu šupljinu s jednjakom i dušnikom. Građeno je od skeletne muskulature i približno je 13 cm dugačko.

## Funkcija
Ždrijelo je dio probavnoga i dišnog sustava.
Kroz ždrijelo prolaze hrana i zrak, a osobito je važna uloga grkljanskoga poklopca (lat. epiglotis), koji sprečava da hrana ne završi u grkljanu i dalje u dušniku, odnosno sprečava aspiraciju i gušenje.
Pri disanju zrak prolazi kroz ždrijelo u grkljan, a tome pomaže i stezanje mišića gornjeg dijela jednjaka. U ljudi ždrijelo sudjeluje u vokalizaciji.
Pri gutanju, nakon što jezik potisne zalogaj na nepčane lukove i u ždrijelo, dolazi do refleksne pojave gutanja, u kojoj sudjeluju mišići ždrijela. Kada bolus hrane dođe do ždrijela, elevatori se opuste a ždrijelo spusti, te se konstriktori kontrahiraju u dodiru s bolusom i guraju ga u jednjak. Sluznica ždrijela pomoću svojih mnogobrojnih žlijezda vlaži zalogaj kako bi što lakše bio potisnut u jednjak.

## Dijelovi
Ždrijelo se u ljudi dijeli u tri dijela:
- lat. pars nasalis pharyngis, nosni dio ždrijela (lat. nasopharynx, epipharynx)- u njega se otvaraju nosna šupljina i Eustahijeve cijevi
- lat. pars oralis pharyngis, usni dio ždrijela (lat. oropharynx. mezopharynx) - u njega se otvara usna šupljina
- lat. pars laryngea pharyngis (lat. hypopharynx, laryngopharynx) - najdonji dio koji se nastavlja u jednjak